# Furgonetă fără geamuri
O furgonetă fără geamuri, cunoscută și sub denumirea de dubă oarbă, dubă derivată din mașină (Regatul Unit) sau sedan de livrare (Statele Unite), este un vehicul de marfă mic care utilizează un șasiu de mașină de pasageri, de obicei cu singură banchetă față și fără ferestre laterale în spatele stâlpului B. Furgonetele cu panou sunt mai mici decât camioanele cu panou sau furgonetele de marfă, ambele utilizând șasiu de camion cu caroserie pe cadru.
Deoarece sunt derivate din autoturismele de pasageri, dezvoltarea autoutilitarelor este de obicei strâns legată de modelele de autoturisme de care depind. Furgonetele nord-americane s-au bazat inițial pe modelele break cu două uși, în timp ce drumurile mai înguste ale Europei impuneau că furgonetele cu panou utilizează șasiul donator mai mic al mașinilor subcompacte de pe acea piață. În Australia, camionete cu panou au fost o dezvoltare din ute, un pick-up mic bazat pe un șasiu de autoturism, de ex. Holden Ute, folosind adesea ampatamentul mai lung al unui șasiu de break.